# 523 Ада
523 Ада (523 Ada) — астероїд головного поясу, відкритий 27 січня 1904 року Раймондом Смітом Дуґаном у Гейдельберзі.